# Bibio brachiatus
Bibio brachiatus är en tvåvingeart som beskrevs av Camillo Rondani 1863. Bibio brachiatus ingår i släktet Bibio och familjen hårmyggor. Inga underarter finns listade i Catalogue of Life.